# Ermida de Nossa Senhora dos Remédios (Fenais)

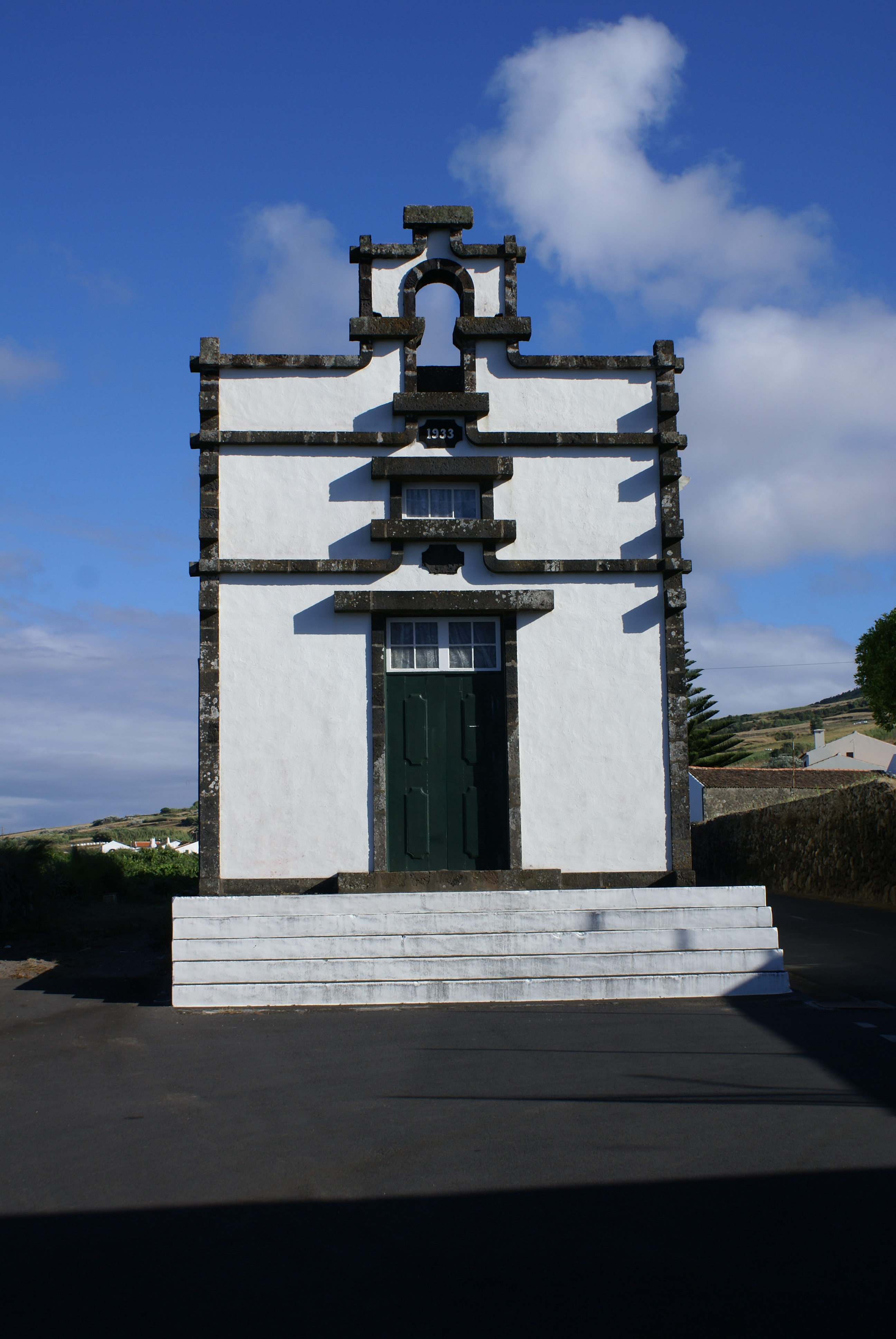
Ermida de Nossa Senhora dos Remédios, Fenais.

A Ermida de Nossa Senhora dos Remédios localiza-se na aldeia dos Fenais, na vila da Praia, concelho de Santa Cruz da Graciosa, na ilha Graciosa, nos Açores.